# Берёза чёрная
Берёза чёрная, или речна́я (лат. Bétula nígra) — вид растений рода Берёза (Betula) семейства Берёзовые (Betulaceae).

## Распространение и экология
Широко распространённая берёза, произрастающая на заливных равнинах и болотах Соединённых Штатов от штата Нью-Гэмпшир до южной части штата Миннесота на западе и до северной части штата Флорида и восточной части штата Техас на юге.
|                |
|                |
| Листья и кора. |

Один из наиболее теплолюбивых видов берёз. Растёт быстро, особенно в молодости, но недолговечна. Светолюбива.
Предпочитает сырые песчаные почвы, нетребовательна к плодородию. Произрастает по долинам рек, на сырых наносных почвах и болотах, обычно в смеси с платаном западным (Platanus occidentalis), ильмами (Ulmus), клёнами (Acer), ивами (Salix) и тополями (Populus).

## Ботаническое описание
Листопадное дерево небольшого размера высотой 25—30 м и диаметром ствола до 1,5 м. Крона ажурная, яйцевидная. Кора бывает разного цвета, обычно, от тёмного серо-коричнево до розово-коричневого, толсточешуйчатая, реже гладкая, кремово-розовая, отслаивающаяся в виде бумагоподобных пластов; на молодых ветвях серебристо-серая.
Листорасположение — очерёдное. Листья яйцевидно-ромбические или овальные, длиной 5—12 см, шириной 4—9 см, у основания широко-клиновидные, на вершине острые или тупые, по краю двояко-лопастно-зубчатые, сверху тёмно-зелёные, снизу беловатые или сероватые, на опушённых черешках длиной 6—16 мм. Осенью листья становятся тёмно-жёлтыми.
Пестичные серёжки стоячие, продолговато-цилиндрические, длиной 2,5—3,5 см, на ножке длиной 2,5—5 мм. Прицветные чешуйки опушённые, длиной 6—7 мм, с вверх направленными линейно-продолговатыми, почти равными лопастями.
Орешки широкояйцевидные, длиной и шириной около 3 мм, в верхней половине опушённые. Крылья по ширине равны половине орешка или несколько больше. Вес 1000 семян 1,2 г; в 1 кг 850 тысяч семян.
Семена, в отличие от других берёз, созревают поздней весной.

## Значение и применение
Так как естественной средой дерева является увлажнённая почва — она растёт на высоком берегу, а её кора существенно отличается от других видов берёз, — это позволяет использовать её как ландшафтное дерево. Ряд окультуренных сортов с более белой корой, чем у дикого вида, выбираются для озеленения садов.
Такие сорта как  'Heritage' и  'Dura Heat', — известны тем, что из берёз с белой корой устойчивы против бронзового берёзового сверлильщика Agrilus anxius в тёплых юго-восточных районах США.
- 'Heritage' — дерево с широкопирамидальной кроной, более мощное, чем дикая форма. Ветки и ствол с сильно шелушащейся корой, слои которой окрашены в кремовые, оранжевые, сиреневые и серые тона (светлые тона преобладают).
- 'Heritage' ( 'Little King') — компактный кустарник до 3,5 м высотой с плотной овальной кроной. Кора кремовая, оранжевая, белая. Листья осенью медные. Выносит переувлажнение, но лучше растёт в нормальных условиях.

Индейцы изготавливали сладости путём выпаривания сока этой берёзы, аналогично кленовому сиропу, а её внутреннюю кору использовали в качестве пищи в условиях выживания.
Берёза чёрная слишком искривлённа и узловата, чтобы иметь значение как строевое дерево. Древесина тяжёлая, крепкая, коричневая.
В США разводится главным образом в районах, где встречается дико и лишь немного севернее; употребляется для уличных посадок и посадок по краям водоемов. В Англии введена с 1736 г. В СССР в культуре мало распространена.

## Таксономия
Вид Берёза чёрная входит в род Берёза (Betula) подсемейства Берёзовые (Betuloideae) семейства Берёзовые (Betulaceae) порядка Букоцветные (Fagales).
|  |                                      |  |                                                             |                                                             |                     |  | ещё 7 семейств (согласно Системе APG II) | ещё 7 семейств (согласно Системе APG II)                   |                                                            |  |  |  | ещё 1—2 рода        | ещё 1—2 рода      |  |  |
|  |                                      |  |                                                             |                                                             |                     |  | ещё 7 семейств (согласно Системе APG II) | ещё 7 семейств (согласно Системе APG II)                   |                                                            |  |  |  | ещё 1—2 рода        | ещё 1—2 рода      |  |  |
|  |                                      |  |                                                             | порядок Букоцветные                                         |                     |  |                                          |                                                            | подсемейство Берёзовые                                     |  |  |  |                     | вид Берёза чёрная |  |  |
|  |                                      |  |                                                             | порядок Букоцветные                                         |                     |  |                                          |                                                            | подсемейство Берёзовые                                     |  |  |  |                     | вид Берёза чёрная |  |  |
|  | отдел Цветковые, или Покрытосеменные |  |                                                             |                                                             | семейство Берёзовые |  |                                          |                                                            | род Берёза                                                 |  |  |  |                     |                   |  |  |
|  | отдел Цветковые, или Покрытосеменные |  |                                                             |                                                             |                     |  |                                          |                                                            |                                                            |  |  |  |                     |                   |  |  |
|  |                                      |  | ещё 44 порядка цветковых растений (согласно Системе APG II) | ещё 44 порядка цветковых растений (согласно Системе APG II) |                     |  |                                          | ещё одно подсемейство, Лещиновые (согласно Системе APG II) | ещё одно подсемейство, Лещиновые (согласно Системе APG II) |  |  |  | ещё более 110 видов |                   |  |  |
|  |                                      |  |                                                             | ещё 44 порядка цветковых растений (согласно Системе APG II) |                     |  |                                          |                                                            | ещё одно подсемейство, Лещиновые (согласно Системе APG II) |  |  |  |                     |                   |  |  |